# Lauri Ala-Myllymäki
Lauri Ala-Myllymäki (Pirkkala, 4 giugno 1997) è un calciatore finlandese, centrocampista dell'Ilves.

## Caratteristiche tecniche
È un centrocampista centrale.

## Carriera

### Club
Cresciuto nell'Ilves, il 5 novembre 2020 viene annunciata la sua cessione al Venezia, a cui si è unito il 4 gennaio 2021.
Il 31 gennaio 2022 viene ceduto in prestito alla Triestina.
Il 24 gennaio 2023 fa ritorno ai lagunari che contestualmente lo cedono a titolo definitivo dall'Ilves, in cui fa ritorno dopo due anni.

### Nazionale
Il 5 settembre 2017 ha esordito con la nazionale Under-21 finlandese disputando il match di qualificazione per gli Europei del 2019 pareggiato 1-1 contro le Fær Øer.

## Statistiche

### Presenze e reti nei club
Statistiche aggiornate al 16 maggio 2023.
| Stagione        | Squadra         | Campionato      | Campionato | Campionato | Coppe nazionali | Coppe nazionali | Coppe nazionali | Coppe continentali | Coppe continentali | Coppe continentali | Altre coppe | Altre coppe | Altre coppe | Totale | Totale | Totale |
| Stagione        | Squadra         | Comp            | Pres       | Reti       | Comp            | Pres            | Reti            | Comp               | Pres               | Reti               | Comp        | Pres        | Reti        | Pres   | Reti   |        |
| --------------- | --------------- | --------------- | ---------- | ---------- | --------------- | --------------- | --------------- | ------------------ | ------------------ | ------------------ | ----------- | ----------- | ----------- | ------ | ------ | ------ |
| 2013            | Ilves           | 1D              | 10         | 2          | CF              | 0               | 0               | -                  | -                  | -                  | -           | -           | -           | 10     | 2      |        |
| 2014            | Ilves           | 1D              | 25         | 0          | CF              | 2               | 0               | -                  | -                  | -                  | -           | -           | -           | 27     | 0      |        |
| 2015            | Ilves           | VL              | 27         | 1          | CF+CdL          | 1+2             | 0               | -                  | -                  | -                  | -           | -           | -           | 30     | 1      |        |
| 2016            | Ilves           | VL              | 31         | 9          | CF+CdL          | 2+5             | 0               | -                  | -                  | -                  | -           | -           | -           | 38     | 9      |        |
| 2017            | Ilves           | VL              | 30         | 3          | CF              | 5               | 1               | -                  | -                  | -                  | -           | -           | -           | 35     | 4      |        |
| 2018            | Ilves           | VL              | 30         | 6          | CF              | 6               | 0               | UEL                | 2                  | 0                  | -           | -           | -           | 38     | 6      |        |
| 2019            | Ilves           | VL              | 24         | 12         | CF              | 5               | 1               | -                  | -                  | -                  | -           | -           | -           | 29     | 13     |        |
| 2020            | Ilves           | VL              | 21         | 7          | CF              | 7               | 3               | UEL                | 1                  | 1                  | -           | -           | -           | 29     | 11     |        |
| gen.-giu. 2021  | Venezia         | B               | 0          | 0          | CI              | -               | -               | -                  | -                  | -                  | -           | -           | -           | 0      | 0      |        |
| 2021-gen. 2022  | Venezia         | A               | -          | -          | CI              | 0               | 0               | -                  | -                  | -                  | -           | -           | -           | 0      | 0      |        |
| gen.-giu. 2022  | Triestina       | C               | 8+2        | 0          | CI-C            | 0               | 0               | -                  | -                  | -                  | -           | -           | -           | 10     | 0      |        |
| 2023            | Ilves           | 1D              | 4          | 0          | CF+CdL          | 1+3             | 0               | -                  | -                  | -                  | -           | -           | -           | 8      | 0      |        |
| Totale Ilves    | Totale Ilves    | Totale Ilves    | 202        | 40         |                 | 39              | 5               |                    | 3                  | 1                  |             | -           | -           | 244    | 46     |        |
| Totale carriera | Totale carriera | Totale carriera | 210+2      | 40         |                 | 39              | 5               |                    | 3                  | 1                  |             | -           | -           | 254    | 46     |        |

## Palmarès

### Club

#### Competizioni nazionali
- Coppa di Finlandia: 1

Ilves: 2019